# Tritirachiomycetes
Tritirachiomycetes Aime & Schell – klasa podstawczaków (Basidiomycota). Jest to niedawno utworzony nowy takson, jak dotąd monotypowy.

## Systematyka
Klasa ta jest zaliczana według kodeksu Index Fungorum do gromady Basidiomycota. Należą do niej:
- podklasa incertae sedis
  - rząd Tritirachiales Aime & Schell 2011
    - rodzina Tritirachiaceae Aime & Schell 2011
      - rodzaj Paratritirachium Beguin, Pyck & Detandt 2011
      - rodzaj Tritirachium Limber 1940[2].